# Maynard-Karabiner

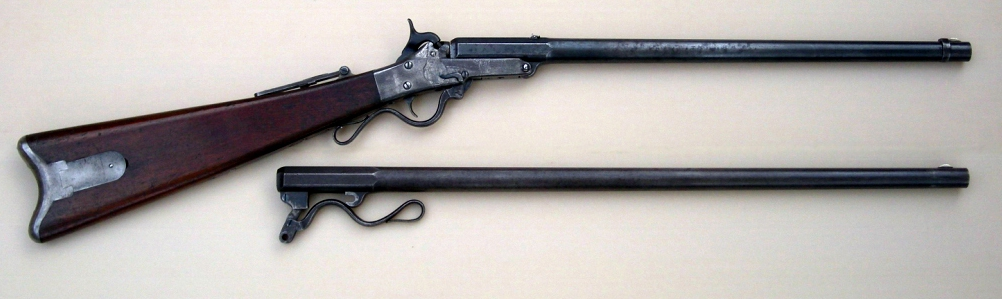
Maynard-Karabiner, Gewehrlauf

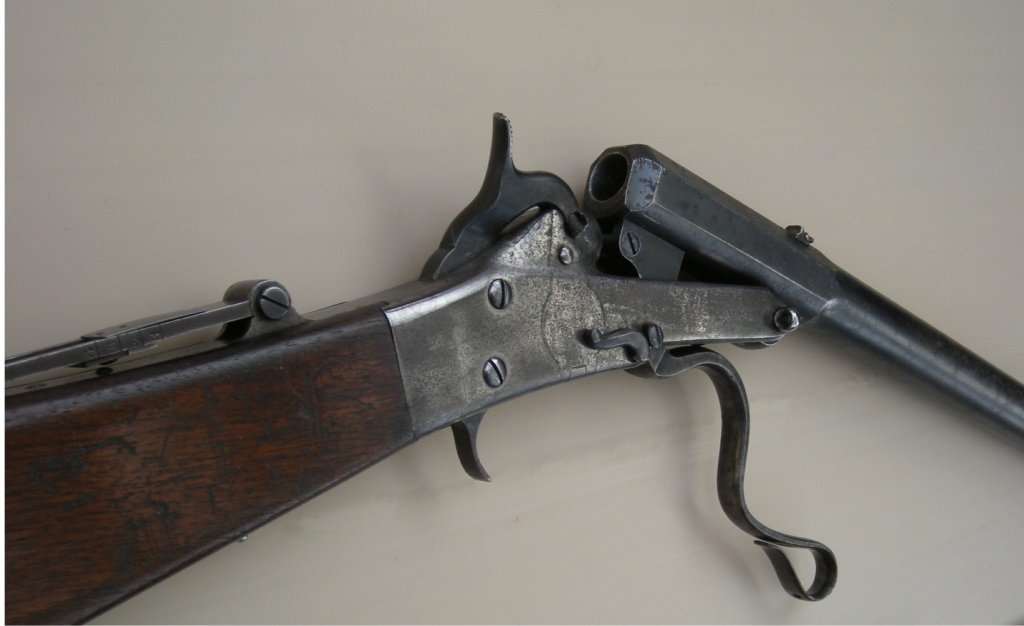
Maynard-Kipplaufverschluss

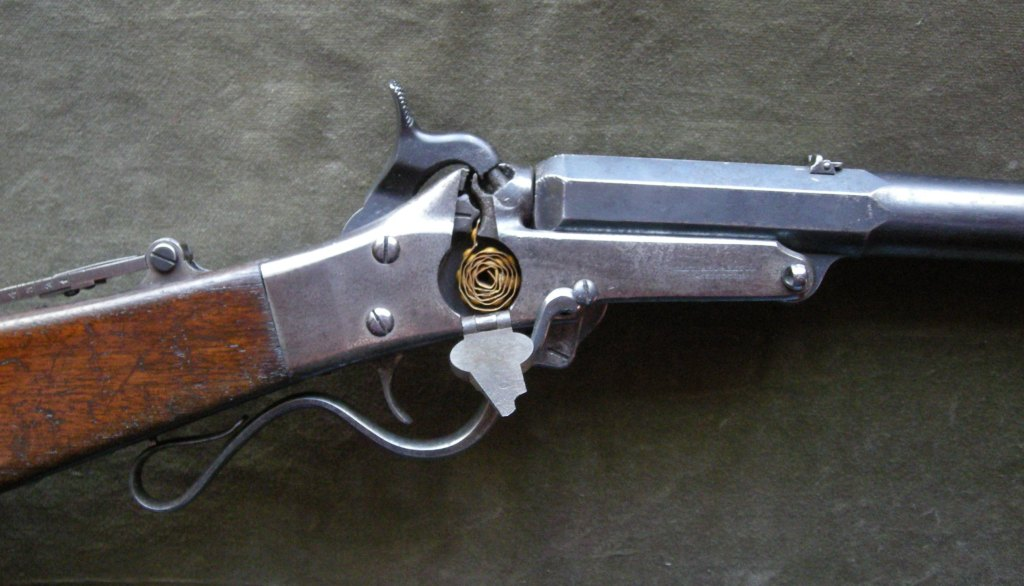
Maynard-Zündsystem

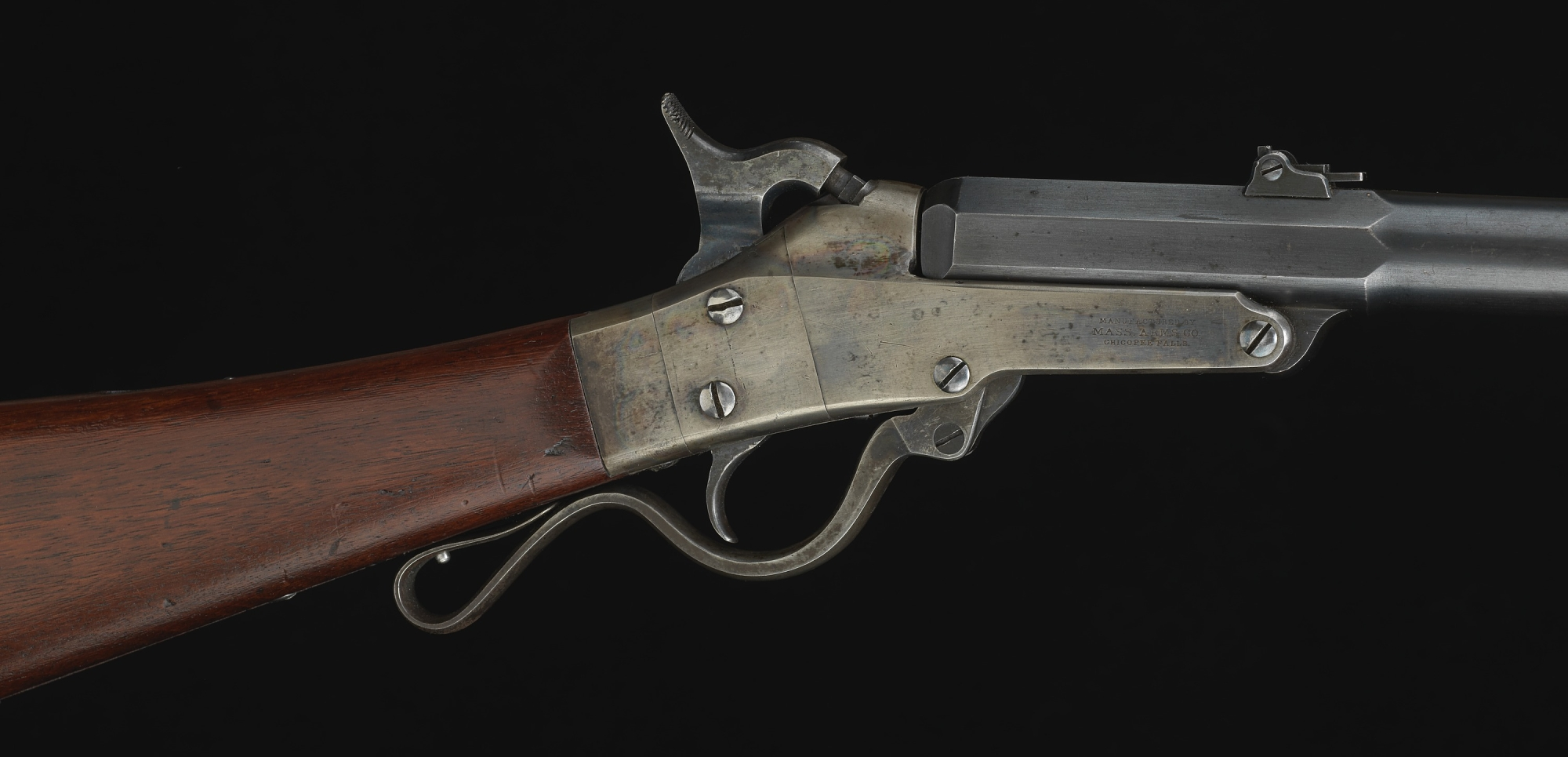
Zweites Modell ohne Zündstreifenzündung

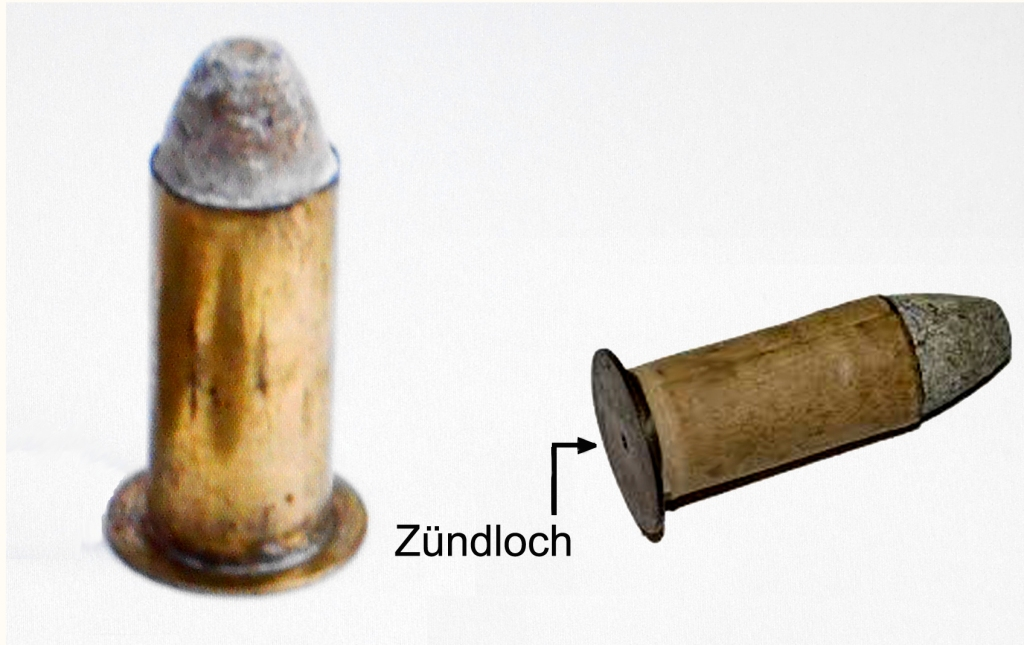
Maynard-Patronen

Die Maynard-Karabiner sind eine Weiterentwicklung der 1851 von Edward Maynard entwickelten Hinterladergewehre. Es handelt sich um einschüssige Perkussionswaffen mit Kipplaufverschluss. Die Waffe mit Perkussionsschloss verschoss von Maynard entwickelte Patronen mit Messinghülsen, die sowohl durch das von Maynard entwickelte Zündsystem als auch durch auf die Pistons aufgesetzten Anzündhütchen gezündet werden konnten.

## Geschichte
Da sich das von Maynard entwickelte Zündsystem auf dem Model 1855 US Percussion Rifle und dem Model-1855-Pistolenkarabiner nicht bewährte, wurde es beim Nachfolger, dem Model 1861 US Percussion Rifle nicht mehr angewendet. Trotzdem stellte die Massachusetts Arms Company in Chicopee Falls, Massachusetts zwischen 1858 und 1868 über Zwanzigtausend dieser Karabiner und Gewehre her. Das zuerst produzierte First Model, ein Karabiner, wurde von diversen US-Staaten zur Bewaffnung ihrer Milizen erworben. Nach dem Ausbruch des Amerikanischen Bürgerkrieges gingen diese Waffen an die Kavallerie der Nordstaaten, der 9th Pennsylvania Cavalry, der 1st Wisconsin Volunteer Cavalry und an die United States Marines zur Ausrüstung der Schiffsbesatzung der USS Saratoga. Auch bei den Südstaaten wurden berittene Truppen von Florida, Georgia, Mississippi, South Carolina und Louisiana mit First Model Maynard-Waffen ausgerüstet.
Bei den im Sezessionskrieg zwischen 1863 und 1865 hergestellten Second Model oder Model 1863 Carbines wurde gegen Ende der Produktion auf das Maynard-Zündsystem verzichtet. Nach dem Sezessionskrieg wurden die Karabiner und Langwaffen noch für Jahre als Jagd- und Sportwaffen produziert.

## Technik
Beim von Maynard als Kipplaufwaffe entwickelten Gewehr konnten Läufe verschiedener Kaliber auf dem gleichen Rahmen montiert und geschossen werden. Als Karabiner mit dem 20-Inch-Karabinerlauf (51 cm) beträgt die Länge der Waffe 83 cm. Länge des Gewehrlaufes 26 Inch (66 cm). Kaliber der Läufe .50 oder .52 Inch (Karabiner) und .35 Inch (Gewehr).
Das von Maynard entwickelte Zündsystem war eine Weiterentwicklung des Perkussionsschlosses. Anstatt dass vor jedem Schuss ein Anzündhütchen auf den Piston aufgesetzt werden musste, wurde die auf einem Zündkapselstreifen beim Spannen des Hahns durch einen Mechanismus auf den Piston gebracht. Der Vorteil des Systems war der schnellere Repetiervorgang. Der Nachteil, der zur Abschaffung des Systems führte, war die Wetterabhängigkeit des Systems. Bei Regen und allgemein bei feuchtem Wetter kam es zu Zündaussetzern. Zudem war der Vorschub und die Positionierung des Zündladung nicht immer präzise genug. Dies war der Grund, weshalb die von der Springfield Armory hergestellten Model 1861 US Precussion Rifles nicht mehr mit dem beim Model 1855 verwendetem Maynard-Zündsystem ausgerüstet wurden.
Frühe Hinterlader mit Perkussionszündung verschossen in der Regel Papierpatronen während beim Maynardsystem nachladbare Messinghülsen verwendet wurden. Gezündet wurden sie durch eine am Hülsenboden zentral angebrachte kleine Bohrung. Der Vorteil des Systems war, dass die Hülsen mehrmals nachgeladen werden konnten und beim Schuss wie moderne Patronenhülsen durch Ausdehnung das Patronenlager nach hinten abdichteten.